# Harlow Aircraft Corp
Harlow Aircraft Corp est un constructeur aéronautique américain aujourd'hui disparu après sa fusion avec Vultee en 1942.

## Historique
Ingénieur aéronautique connu pour avoir développé le Kinner Sportster, Max Harlow était aussi enseignant au Pasadena Junior College (d'où les initiales PJC). En 1936, il lança un projet pédagogique qui allait amener ses élèves à étudier et assembler le prototype Harlow PJC-1. En 1938, il fonda Harlow Engineering Corp à Alhambra, en Californie, aérodrome abandonné par Western Air Express. En 1940, le terrain d’Alhambra fut réservé à l’USAAC et Harlow s’installa au Great Central Air Terminal de Glendale. En 1942, Harlow Aircraft fut acheté par Vultee Aircraft, et en 1945, Max Harlow acheta Interstate Aircraft Corp…pour la revendre presque immédiatement à Call Aircraft Company et créer Atlas Aircraft Corp à Hemet, en Californie.

## Production
- Harlow PJC-1
- Harlow PJC-4
- Harlow PC-5
- Harlow S-1